# Tinea manni
Tinea manni is de naam die in 1953 door Simon Le Marchand werd gegeven aan wat achteraf een niet bestaande vlinder blijkt te zijn. Bij bestudering van een aantal exemplaren van Tinea ankerella Mann, 1867 (nu Neurothaumasia ankerella) ontdekte hij in de collectie van Émile Louis Ragonot één exemplaar waarvan de achtervleugels niet overeenkwamen met die van de andere. Op basis hiervan beschreef hij dat exemplaar als Tinea manni. De Duitse entomoloog Günther Petersen ontdekte met hulp van zijn Franse collega Pierre Viette dat het exemplaar een chimaera was: de kop, de voorste helft van het borststuk, en de voorvleugels waren van een Neurothaumasia ankerella, daaraan vastgelijmd waren de achterste helft van het borststuk, de achtervleugels en het achterlijf van een vrouwtje Nemapogon picarella (Clerck 1759).